# Unione Sportiva Pistoiese 1984-1985
Questa voce raccoglie le informazioni riguardanti l'Unione Sportiva Pistoiese nelle competizioni ufficiali della stagione 1984-1985.

## Rosa
| N. |                   | Ruolo | Calciatore           |
| -- | ----------------- | ----- | -------------------- |
|    | Italia (bandiera) | C     | Mario Ansaldi        |
|    | Italia (bandiera) | D     | Luigi Apolloni       |
|    | Italia (bandiera) | D     | Daniele Baldini      |
|    | Italia (bandiera) | D     | Fabrizio Berni       |
|    | Italia (bandiera) | C     | Pierpaolo Bisoli     |
|    | Italia (bandiera) | D     | Sergio Borgo         |
|    | Italia (bandiera) | A     | Marco Calonaci       |
|    | Italia (bandiera) | D     | Giorgio Casella      |
|    | Italia (bandiera) | D     | Fabio Casiraghi      |
|    | Italia (bandiera) | A     | Oliviero Di Stefano  |
|    | Italia (bandiera) | P     | Antonio Gambino      |
|    | Italia (bandiera) | A     | Salvatore Garritano  |
|    | Italia (bandiera) | C     | Gian Piero Gasperini |

| N. |                   | Ruolo | Calciatore          |
| -- | ----------------- | ----- | ------------------- |
|    | Italia (bandiera) | C     | Giannino Giannini   |
|    | Italia (bandiera) | A     | Ugo Guerra          |
|    | Italia (bandiera) |       | Iozzelli            |
|    | Italia (bandiera) | C     | Andrea Mitri        |
|    | Italia (bandiera) | P     | Maurizio Moscatelli |
|    | Italia (bandiera) | D     | Roberto Parlanti    |
|    | Italia (bandiera) | C     | Paolo Perugi        |
|    | Italia (bandiera) | C     | Rinaldo Piraccini   |
|    | Italia (bandiera) | P     | Carlo Riccetelli    |
|    | Italia (bandiera) | D     | Alessio Tendi       |
|    | Italia (bandiera) | D     | Maurizio Vaggelli   |
|    | Italia (bandiera) | C     | Fulvio Zuccheri     |

## Risultati

### Serie C1

#### Girone di andata
| 23 settembre 1984 1ª giornata | Legnano | 1 – 1 | Pistoiese |  |

| 30 settembre 1984 2ª giornata | Pistoiese | 0 – 0 | Brescia |  |

| 7 ottobre 1984 3ª giornata | Jesi | 1 – 1 | Pistoiese |  |

| 14 ottobre 1984 4ª giornata | Pistoiese | 0 – 3 | Livorno |  |

| 21 ottobre 1984 5ª giornata | Rimini | 4 – 0 | Pistoiese |  |

| 28 ottobre 1984 6ª giornata | Pistoiese | 2 – 2 | Rondinella |  |

| 1º novembre 1984 7ª giornata | Pistoiese | 0 – 0 | Sanremese |  |

| 11 novembre 1984 8ª giornata | SPAL | 1 – 2 | Pistoiese |  |

| 18 novembre 1984 9ª giornata | Pistoiese | 0 – 2 | Lanerossi Vicenza |  |

| 25 novembre 1984 10ª giornata | Carrarese | 0 – 1 | Pistoiese |  |

| 2 dicembre 1984 11ª giornata | Pistoiese | 1 – 1 | Piacenza |  |

| 9 dicembre 1984 12ª giornata | Pistoiese | 2 – 0 | Modena |  |

| 16 dicembre 1984 13ª giornata | Treviso | 0 – 0 | Pistoiese |  |

| 23 dicembre 1984 14ª giornata | Pistoiese | 0 – 0 | Asti TSC |  |

| 6 gennaio 1985 15ª giornata | Pavia | 2 – 1 | Pistoiese |  |

| 13 gennaio 1985 16ª giornata | Pistoiese | 1 – 1 | Reggiana |  |

| 20 gennaio 1985 17ª giornata | Ancona | 3 – 0 | Pistoiese |  |

#### Girone di ritorno
| 3 febbraio 1985 18ª giornata | Pistoiese | 0 – 0 | Legnano |  |

| 10 febbraio 1985 19ª giornata | Brescia | 2 – 0 | Pistoiese |  |

| 17 febbraio 1985 20ª giornata | Pistoiese | 0 – 2 | Jesi |  |

| 24 febbraio 1985 21ª giornata | Livorno | 2 – 1 | Pistoiese |  |

| 3 marzo 1985 22ª giornata | Pistoiese | 2 – 1 | Rimini |  |

| 10 marzo 1985 23ª giornata | Rondinella | 2 – 1 | Pistoiese |  |

| 17 marzo 1985 24ª giornata | Sanremese | 2 – 0 | Pistoiese |  |

| 24 marzo 1985 25ª giornata | Pistoiese | 2 – 0 | SPAL |  |

| 6 aprile 1985 26ª giornata | Lanerossi Vicenza | 3 – 0 | Pistoiese |  |

| 14 aprile 1985 27ª giornata | Pistoiese | 2 – 0 | Carrarese |  |

| 21 aprile 1985 28ª giornata | Piacenza | 1 – 0 | Pistoiese |  |

| 5 maggio 1985 29ª giornata | Modena | 4 – 0 | Pistoiese |  |

| 12 maggio 1985 30ª giornata | Pistoiese | 2 – 0 | Treviso |  |

| 19 maggio 1985 31ª giornata | Asti TSC | 1 – 1 | Pistoiese |  |

| 26 maggio 1985 32ª giornata | Pistoiese | 2 – 0 | Pavia |  |

| 2 giugno 1985 33ª giornata | Reggiana | 3 – 2 | Pistoiese |  |

| 9 giugno 1985 34ª giornata | Pistoiese | 1 – 2 | Ancona |  |